# Grădinari (okręg Caraș-Severin)
Grădinari – wieś w Rumunii, w okręgu Caraș-Severin, w gminie Grădinari. W 2011 roku liczyła 1072 mieszkańców. 